# آپارنا بریل
آپارنا بریل (به انگلیسی: Aparna Brielle) (متولد آپارنا پارتاساراتی در ۵ فوریه ۱۹۹۴) یک بازیگر آمریکایی است. از فیلم‌های که او در آنها نقش آفرینی کرده‌است می‌توان به ریبوت جی و باب ساکت (۲۰۱۹) و سریال فوبار (۲۰۲۳) اشاره کرد. 
آپارنا بریل در کلاکاماس، اورگن از یک زوج هندی آمریکایی، پارتا راجاگوپال و جیریجا پارتاساراتی به دنیا آمد و در ناحیه شهری پورتلند، اورگان، بزرگ شد. او یک برادر کوچکتر به نام ویجی دارد. 